# Pediobius alcaeus
Pediobius alcaeus is een vliesvleugelig insect uit de familie van de Eulophidae. De wetenschappelijke naam is voor het eerst geldig gepubliceerd in 1839 door Francis Walker.